# Roosh V
Daryush Valizadeh (Washington, D.C., Estados Unidos, 14 de junho de 1979), também conhecido como Roosh Valizadeh, Roosh V ou Roosh Vorek, é um escritor e artista da sedução americano conhecido por seu trabalho controverso no campo da sedução e do antifeminsmo. Ele é líder de um movimento que que propõe uma nova masculinidade, neomasculinidade.
Roosh é dono de um blog pessoal e de um website chamado Return Of Kings, onde ele publica artigos sobre diversos assuntos. Roosh publicou mais de 15 livros, a maioria deles oferecendo dicas de sedução para homens de diferentes países (incluindo o Brasil). Seus escritos foram amplamente criticados por grupos de esquerda.

## Educação e pensamento
Filho de uma família de imigrantes armenos e iranianos, nasceu nos Estados Unidos em 1979. Roosh graduou-se na Universidade de Maryland em 2001, onde obteve um diploma de microbiologia. Ele começou seu blog descrevendo suas aventuras sexuais, mas quando sua identidade foi exposta, ele decidiu fazer da escrita sua profissão, primeiro publicando o livro Bang: The Pickup Bible That Helps You Get More Lays (2007), e então publicando guias turísticos sexuais sobre os países que ele visitavava.
Suas ideias foram descritas como baseadas no pensamento "red pill" (uma referência ao filme Matrix), e no pensamento "realismo politicamente incorreto". Em uma entrevista para a Washington Times, ele afirmou que o feminismo deixou um legado de homens fracos que se parecem mais com seres andróginos do que com homens. Ele prosseguiu dizendo que as mulheres não queriam fazer sexo com esses homens, preferindo os bad boys.
Roosh afirma aderir à tradição heteronormativa que advoga papéis distintos na sociedade para homens e mulheres. Roosh encoraja os homens a procurarem desenvolver-se pessoalmente, especialmente com relação a trabalho, relacionamentos, política, corpo e estilo. Segundo ele, um homem que assume valores masculinos é mais atraente para as mulheres. Além disso, ele afirma que homens e mulheres são fisicamente e mentalmente bem diferentes e que boa parte do valor de uma mulher provém de sua beleza e de sua fertilidade.

## Livros publicados no exterior
- Bang: The Pickup Bible That Helps You Get More Lays (2007) ISBN 1438214235
- A Dead Bat In Paraguay: One Man's Peculiar Journey Through South America (2009) ISBN 1442136367
- Bang Colombia: Textbook On How to Sleep with Colombian Women (2010) ISBN 1452877475
- Roosh's Brazil Compendium: Pickup Tips, City Guides, and Stories (2010) ISBN 1456517171
- Roosh's Argentina Compendium: Pickup Tips, City Guides, and Stories (2011) ISBN 1460972155
- Day Bang: How to Casually Pick Up Girls During the Day (2011) ISBN 1463765045
- Bang Iceland: How to Sleep with Icelandic Women in Iceland (2011) ISBN 1466206748
- Don't Bang Denmark: How to Sleep with Danish Women in Denmark (If You Must) (2011) ISBN 1466480823
- 30 Bangs: The Shaping of One Man's Game from Patient Mouse to Rabid Wolf (2012) ISBN 1470198924
- Bang Poland: How to Make Love with Polish Girls in Poland (2012) ISBN 1477457054
- Don't Bang Latvia: How to Sleep with Latvian Women in Latvia Without Getting Scammed (2012) ISBN 1477481540
- Bang Estonia: How to Sleep with Estonian Women in Estonia (2012) ISBN 1477648852
- Bang Lithuania: How to Sleep with Lithuanian Women in Lithuania (2012) ISBN 1478331461
- Bang Ukraine: How to Have Sex with Ukrainian Girls in Ukraine (2012) ISBN 1481088599
- Poosy Paradise  (2014) ISBN 1500399841